# Księżniczka na ziarnku grochu (film 2010)
Księżniczka na ziarnku grochu (niem. Die Prinzessin auf der Erbse) – niemiecki film familijny z 2010 roku, należący do cyklu filmów telewizyjnych Najpiękniejsze baśnie braci Grimm. Film nie jest jednak adaptacją żadnego utworu braci Grimm, lecz baśni Hansa Christiana Andersena pt. Księżniczka na ziarnku grochu.

## Fabuła
Król tuż przed swoimi siedemdziesiątymi urodzinami postanawia przekazać swoją koronę. Władzę po nim mogą przejąć dwie osoby, jego syn oraz siostra. Kobieta odkąd pamięta, wyobrażała sobie chwilę, w której może zasiąść na tronie, jednak jedyną przeszkodą do spełnienia jej marzenia, jest jej bratanek. Młody chłopak przejmie koronę po ojcu, gdy znajdzie sobie żonę. Dotychczas nie znalazł jeszcze wybranki swojego życia, więc ojciec postanawia pomóc synowi w poszukiwaniach. Siostra króla robi wszystko, aby do tego nie doszło i aby to ona mogła zasiąść na tronie i mieć władzę. 

## Obsada[1]
- Rike Kloster: księżniczka
- Robert Gwisdek: książę
- Michael Gwisdek: Król
- Iris Berben: siostra króla
- Thomas Arnold: stangret
- David C. Bunners
- Ulrich Wiggers
- Peter Zimmermann
- Renate Richter